# Juan Iturralde
Juan Iturralde (Salamanca, 15 de junio de 1917-Madrid, 7 de abril de 1999) fue el nombre de pluma del escritor español José María Pérez Prat. Su novela más reconocida es Días de llamas, ambientada en la guerra civil española de 1936-1939.

## Biografía
Su familia se traslada pronto a Madrid, donde estudió en los Jesuitas de Chamartín de la Rosa y, más tarde, la licenciatura en Derecho, primero en la Universidad Central y después en la Universidad de Salamanca.
Afiliado a las Juventudes Tradicionalistas, pasó el primer año de la Guerra Civil en Ciudad Real —donde su madre había fijado su residencia—, temeroso por su vida. Reclamado por parientes de graduación militar, se alistó en el bando republicano, con el que hizo la guerra. Tras la victoria franquista, no fue hecho prisionero por haber sido carlista. Ingresó primero de cabo de requetés, pero después se hizo falangista, aunque finalmente acabaría siendo liberal, apartándose también de la Iglesia.
Terminados sus estudios de Derecho, en 1942 obtuvo plaza en las oposiciones para el Cuerpo Superior de Abogados del Estado. Su carrera profesional la ejerció entre las ciudades de Las Palmas de Gran Canaria y Madrid.
Empleó el apellido Iturralde en su seudónimo en homenaje al único antecedente literario de su familia: su bisabuelo Ramón Esparza Iturralde, autor de En Navarra, una novela sobre la guerra carlista.

## Días de llamas -1979
La obra de Juan Iturralde publicada incluye una única novela larga, Días de llamas, una novela sobre la Guerra civil española (17 de julio de 1936-1 de abril de 1939), y que se publicó por primera vez en el año 1979.
Su argumento se centra en las peripecias vividas en Madrid y en Toledo por un joven juez republicano durante los primeros meses de la guerra.

## Obra de Juan Iturralde
Las obras de Juan Iturralde tienen varias ediciones y están disponibles en la actualidad. Las primeras ediciones fueron:
- 1975 - El viaje a Atenas, Barral Editores, ISBN 978-84-211-0334-0 (1987 ISBN 978-84-7735-562-5)
- 1975 - Labios descarnados, Barral Editores, ISBN 978-84-211-0334-0 (1977 ISBN 13: 978-84-7735-561-8)
- 1979 - Días de llamas, Gaya Ciencia, ISBN 978-84-7080-062-7.
- 2005 - Hans y las lluvias de Abril, Literaturas Com Libros - LcL,  ISBN 978-84-609-4404-1.